# Francisco Tarazona Torán
Francisco Tarazona Torán (Ciudad de México, México, 21 de junio de 1915-Ciudad de México, México, 1 de julio de 1989) fue un piloto de combate mexicano-español, que combatió en la Guerra Civil Española defendiendo la Segunda República y, con 6 derribos confirmados, fue un as de la aviación.

## Primeros años
Francisco Tarazona Torán fue hijo del arquitecto español Francisco Tarazona Pérez y de Dolores Torán Bon. Su padre, junto con sus hermanos, fue el creador del Pabellón Español de la Exposición Universal de 1900 en París. Debido a ese trabajo fue contratado para construir mansiones en Mérida, Yucatán, Coatzacoalcos, Veracruz y en Ciudad de México donde nace Francisco, el menor de los doce hijos de la familia Tarazona Torán. En 1919 su familia regresa a Valencia, España, cuando Paco contaba con cuatro años.

## Carrera militar

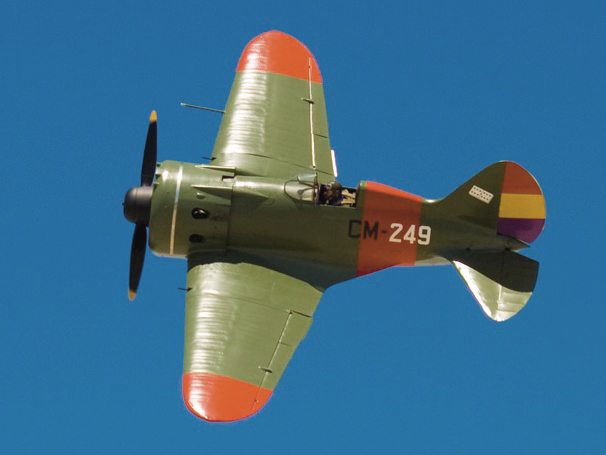
Polikarpov I-16 «Mosca» restaurado, similar al pilotado por el teniente Tarazona.

En noviembre de 1936, a los 21 años de edad Tarazona ingresa como voluntario en las Fuerzas Aéreas de la República Española (FARE) en el cuartel de Los Alcázares (Murcia) y en diciembre de 1936 abandona España a bordo de la nave Ciudad de Cádiz que trasladaba a los primeros 200 alumnos españoles que se formarían como pilotos de caza en Kirovadab, Azerbaiyán en la U.R.S.S.
Tarazona regresa a España en junio de 1937 con el rango de sargento piloto. En el aeródromo de Alcalá de Henares se incorpora a una escuadrilla equipada con aparatos Polikarpov I-16 soviéticos y es transferido a la Zona Norte para ponerse a las órdenes del comandante Boris Smirnov. El 17 de agosto de 1937 Tarazona combate en ese frente marcando su primer derribo, un CR 32 de la Regia Aeronautica y un Bf 109 de la Legión Cóndor (el mejor avión de caza del mundo en esa época), el 27 de agosto, hasta que es derribado el 13 de octubre de 1937 cerca de Gijón cuando se lanza en paracaídas y resulta herido al caer sobre un árbol en territorio enemigo. Evacuado vía Francia, se recuperó de sus heridas en la casa de reposo de La Malvarrosa, Valencia. Es dado de alta en febrero de 1938 y después de seguir un periodo de reentrenamiento en la Escuela de Alta Velocidad en El Carmolí, es destinado en marzo a Caspe para unirse a la 1.ª Escuadrilla de Moscas, donde Eduardo Claudín le asigna el mando de una patrulla. A mediados de abril de 1938 se une a la reconstituida 3.ª Escuadrilla de Moscas dirigida por el capitán José María Bravo en la que participa como jefe de patrulla y luego asciende a segundo jefe de la unidad en las campañas de Levante y el Ebro. A finales de agosto es promovido a la jefatura de la 3.ª Escuadrilla de Moscas, siendo ascendido a teniente en septiembre de 1938. 

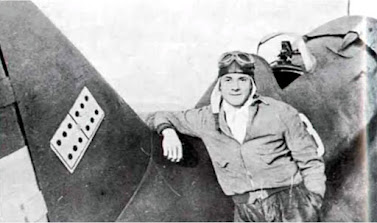
Francisco Tarazona junto a su Polikarpov I-16 «Mosca», con el seis doble pintado en su fuselaje.

El 5 de febrero de 1939 durante el bombardeo del Aeródromo de Vilajuïga, en el marco de la Ofensiva de Cataluña, Tarazona tuvo suerte de escapar con vida cuando su CM-193 fue atacado por aviones de la Legión Cóndor y la Aviación Nacional mientras estaba tratando de despegar de la base aérea de Vilajuiga. Ese mismo mes cruza la frontera pirenaica por Figueras, Gerona y es recluido en el campo de concentración de Argelès-sur-Mer.
Tarazona hace valer su origen mexicano para salir de Francia a bordo del vapor Mexique y llega al Puerto de Veracruz en agosto de 1939 para reunirse con su familia.

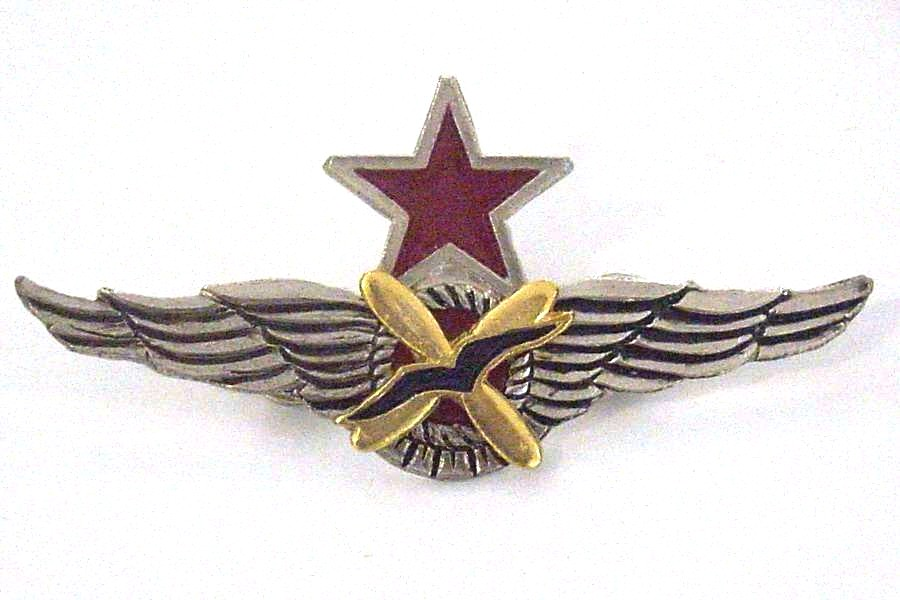
Alas FARE otorgadas a los pilotos de caza.

Durante su servicio el teniente Tarazona reclama 8 victorias individuales, 6 compartidas y 4 aviones de la Aviación Nacional dañados. Durante el conflicto pilotó I-16 matriculados CM-249 y CM-193.

## Victorias en combate
| Fecha      | Avión     | Comentario                   |
| ---------- | --------- | ---------------------------- |
| 17-08-1937 | CR.32     |                              |
| 27-08-1937 | Bf 109    |                              |
| 23-04-1937 | CR.32     | Compartido                   |
| 11-05-1938 | He 111    |                              |
| 10-06-1938 | Bf 109    | Compartido                   |
| 14-06-1938 | Bf 109    | Compartido                   |
| 04-07-1938 | SM.79     |                              |
| 19-07-1938 | CR.32     | Compartido                   |
| 14-08-1938 | He 111    | Sin confirmar                |
| 24-08-1938 | CR.32     |                              |
| 21-09-1938 | CR.32     |                              |
| 22-09-1938 | CR.32     | Compartido                   |
| 16-10-1938 | CR.32 (2) | Acreditados a la escuadrilla |
| 31-10-1938 | He 111    | Acreditado a la escuadrilla  |
| 07-11-1938 | Do 17     | Dañado                       |
| 30-12-1938 | Bf 109    |                              |

Después de comprobar las fuentes documentales y la consulta a historiadores de renombre como el estadounidense Thomas Sarbaugh, se cree que el teniente Tarazona Torán logró al menos ocho victorias aéreas y otras ocho compartidas con sus compañeros de armas Eduardo Claudín Moncada, Antonio Calvo Velasco, José María Bravo y Manuel Montilla y Montilla.

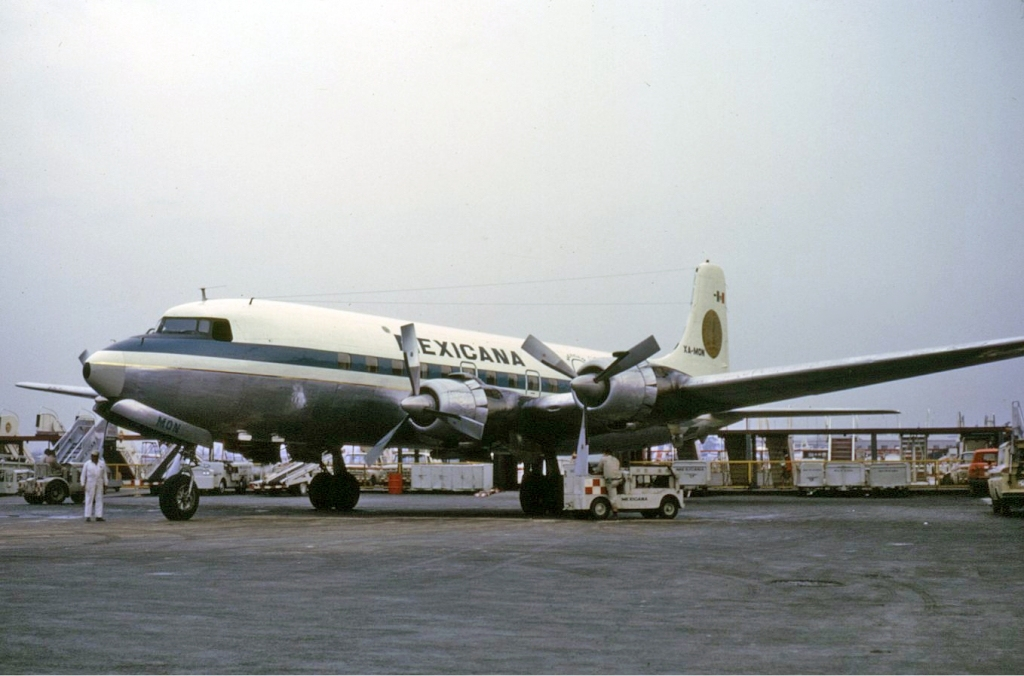
Douglas DC-6 de Mexicana (XA-MON) en el Aeropuerto Internacional de la Cd. de México

## Posguerra y carrera como piloto comercial
En 1943 ingresa a la aerolínea Mexicana de Aviación donde trabajó como piloto comercial durante 27 años y voló aparatos como el DC-3, DC-4, DC-6, de Havilland Comet-4 y el Boeing 727. Tarazona registró un total de 23 300 horas de vuelo y fue galardonado con la medalla Capitán Emilio Carranza por alcanzar las 10 000 y 15 000 horas de vuelo comercial. Después del retiro de la cabina de vuelo, se desempeñó como inspector de servicios aéreos en la sede de la compañía aérea en el Aeropuerto Internacional de la Ciudad de México, antes de convertirse en el director de operaciones para los Servicios Aéreos de la Comisión Federal de Electricidad (CFE).
Miembro de ASPA

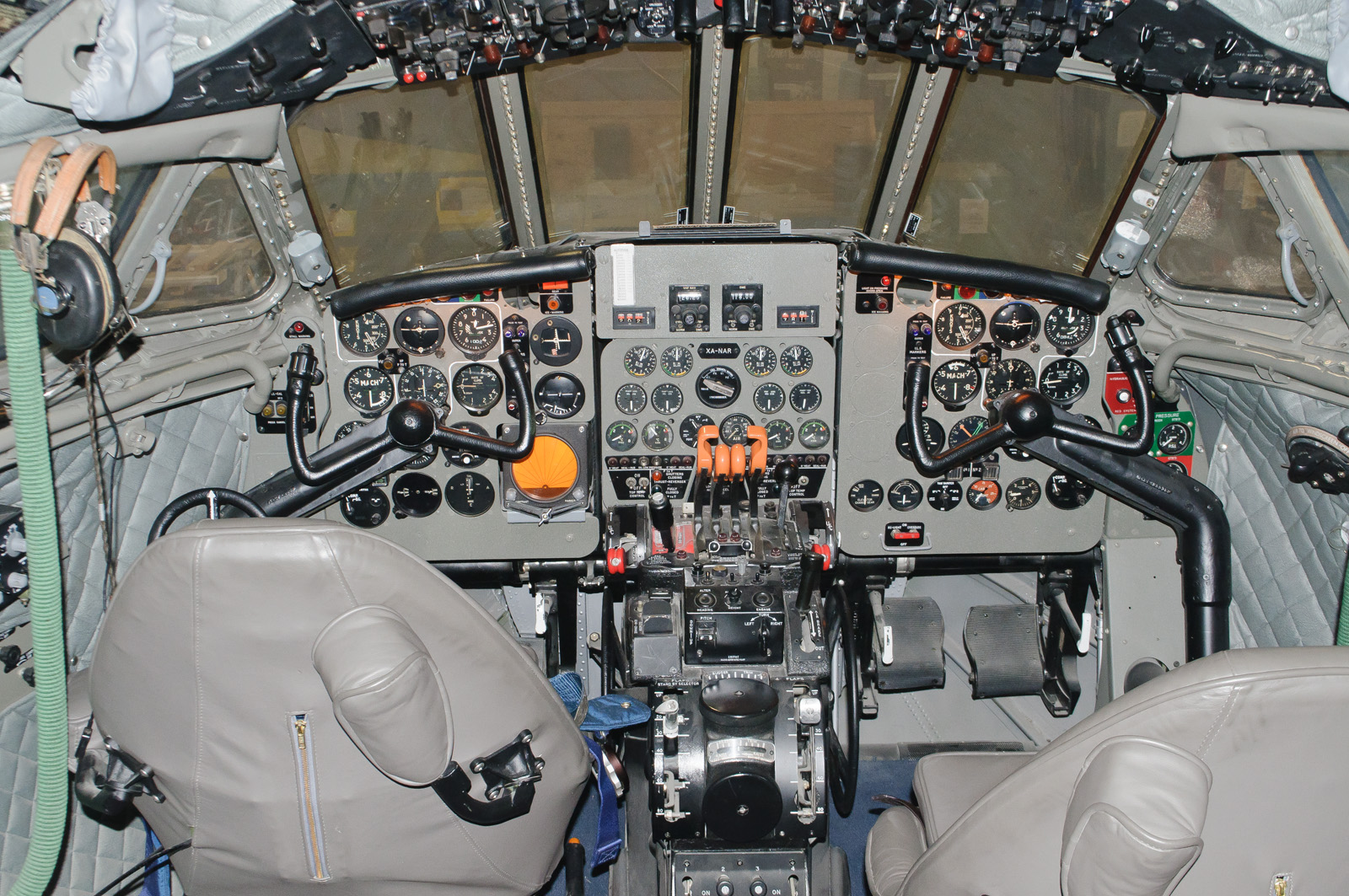
Cabina de control de un de Havilland DH.106 Comet 4 de Mexicana de Aviación (N888WA) en el Aeropuerto de Paine Field.

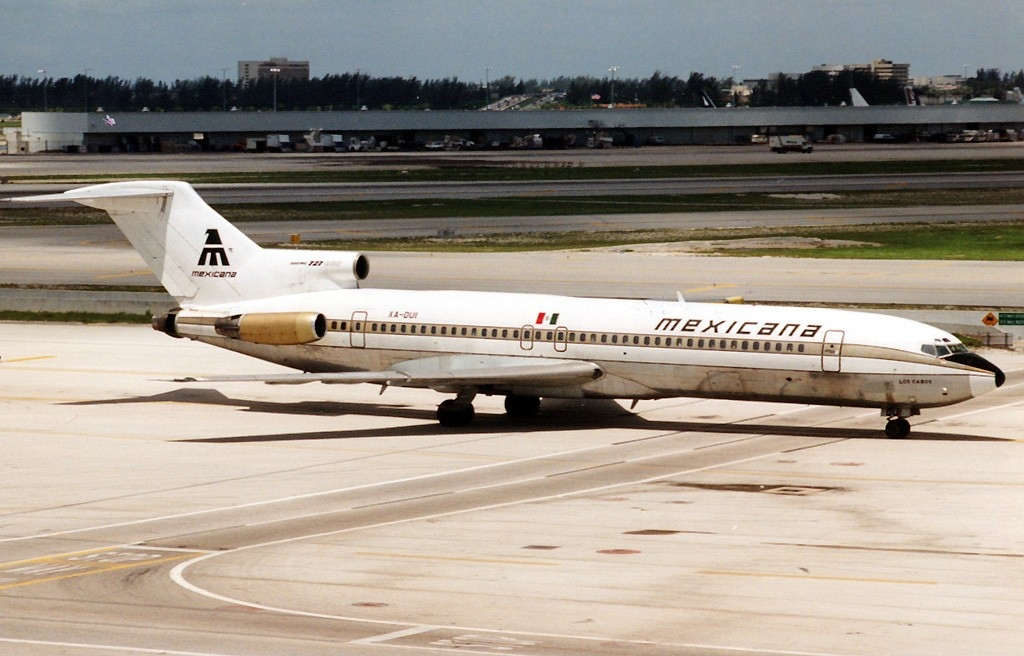
Un Boeing 727 de Mexicana de Aviación del tipo de aparato volado por el capitán Tarazona y en el que acumuló miles de horas de vuelo.

Fue socio fundador de la Asociación Sindical de Pilotos Aviadores de México (ASPA) en 1958. 
Escritor
En 1958 publica en México su primera obra sobre sus experiencias de combate Sangre en el cielo de Editorial Costa-Amic, que en España sería impreso como Yo fui piloto de caza rojo en la colección "La Guerra Aérea" de Editorial Fermín Uriarte, Madrid, 1968 Depósito legal M. 24.300-1968 y por Editorial San Martín en 1974.
Su último libro fue El despertar de las águilas publicado en 1974, sobre ASPA de México. En este libro abiertamente habla sobre sus ideas comunistas que lo llevaron a iniciar la lucha por condiciones justas y dignas para los pilotos. Menciona varias veces a Lenin y Marx. Además casi al final del libro hace mención de la entonces naciente Revolución cubana.
Instructor de vuelo
Abrió la escuela de aviación Francisco Tarazona en Cuernavaca, Morelos, la cual cerró en 1982.
Muerte
El capitán Francisco Tarazona Torán falleció el 1 de julio de 1989 en Ciudad de México.